# Luna (tema)
Luna es el nombre del tema visual predeterminado en el sistema operativo Microsoft Windows XP. Se basa en tonos azulados y algunos anaranjados.
Oficialmente conocido como Estilo de Windows XP, el tema está disponible en tres colores: Predeterminado (azul), Verde olivo y plateado. Por defecto, tanto el color azul como la imagen de fondo predeterminada Bliss están presentes la primera vez que el usuario inicia sesión.
Comparado con versiones anteriores de Windows, la nueva combinación hace gran énfasis en el atractivo gráfico del sistema operativo, pues usa bitmaps en toda la interfaz con bordes redondeados en cada ventana. Las máscaras, como todos los msstyles, usan CSS para el diseño.
La interfaz ha tenido algunas reacciones contradictorias, algunos se quejan por los recursos adicionales que el tema consume, otros se refieren a esta como la interfaz "Fisher-Price".
El tema "Estilo clásico de Windows" también está disponible en Windows XP, pero se debe activar por el usuario. Los usuarios que están habituados a versiones antiguas de Windows como Windows 2000 o Windows 98 pueden hallarlas más cómodas para su uso. Además de quitar las visualizaciones, esta opción también ofrece mejor rendimiento. 
Desde la presentación de Luna, la combinación ha sido complementada en Windows XP Media Center Edition 2005 con Royale. Luna ha sido eliminado por completo en Windows Vista a favor de Windows Aero, aunque la arquitectura esencial de gráficos aún está presente en Vista para máquinas que no tienen la capacidad de usar el Administrador de Ventanas del Escritorio. El tema de Windows Vista Basic se usa en aquellos sistemas.
| Predecesor: Windows (tema clásico) 1995-2012 | Temas de windows para equipos de escritorio, parte de la familia Microsoft Windows Luna (Tema) 2001 - 2007 | Sucesor: Windows Longhorn 2002-2005 |